# فهاد محمد السبيعي
فهاد محمد السبيعي مواليد 4 فبراير 1994، هو عداء سعودي متخصص في سباق 200 متر. فاز بالميدالية الفضية في بطولة آسيا لألعاب القوى 2013 وفاز بأخرى في دورة الألعاب الآسيوية 2014.

## سجل المنافسة
| العام         | المسابقة                              | المكان        | المركز        | حدث           | ملاحظة        |
| يمثل السعودية | يمثل السعودية                         | يمثل السعودية | يمثل السعودية | يمثل السعودية | يمثل السعودية |
| ------------- | ------------------------------------- | ------------- | ------------- | ------------- | ------------- |
| 2011          | بطولة العالم للشباب لألعاب القوى 2011 | ليل           | 35            | 200 م         | 22.19         |
| 2013          | البطولة العربية لألعاب القوى 2013     | الدوحة        | 2             | 200 م         | 20.55         |
| 2013          | بطولة آسيا لألعاب القوى 2013          | بونه          | 5             | 100 م         | 10.48         |
| 2013          | بطولة آسيا لألعاب القوى 2013          | بونه          | 2             | 200 م         | 20.91         |
| 2013          | بطولة آسيا لألعاب القوى 2013          | بونه          | 1             | 4x400 م تتابع | 3:02.53       |
| 2013          | ألعاب التضامن الإسلامي 2013           | فلمبان        | 3             | 100 م         | 10.37         |
| 2013          | ألعاب التضامن الإسلامي 2013           | فلمبان        | 1             | 200 م         | 20.74         |
| 2013          | ألعاب التضامن الإسلامي 2013           | فلمبان        | 2             | 4x100 م تتابع | 40.20         |
| 2014          | دورة الألعاب الآسيوية 2014            | إنتشون        | 2             | 200 م         | 20.74         |
| 2015          | بطولة آسيا لألعاب القوى 2015          | ووهان         | 2             | 200 م         | 20.63         |

## روابط خارجية
- فهاد محمد السبيعي على موقع الاتحاد الدولي لألعاب القوى (الإنجليزية)